# Cultura del cannabis

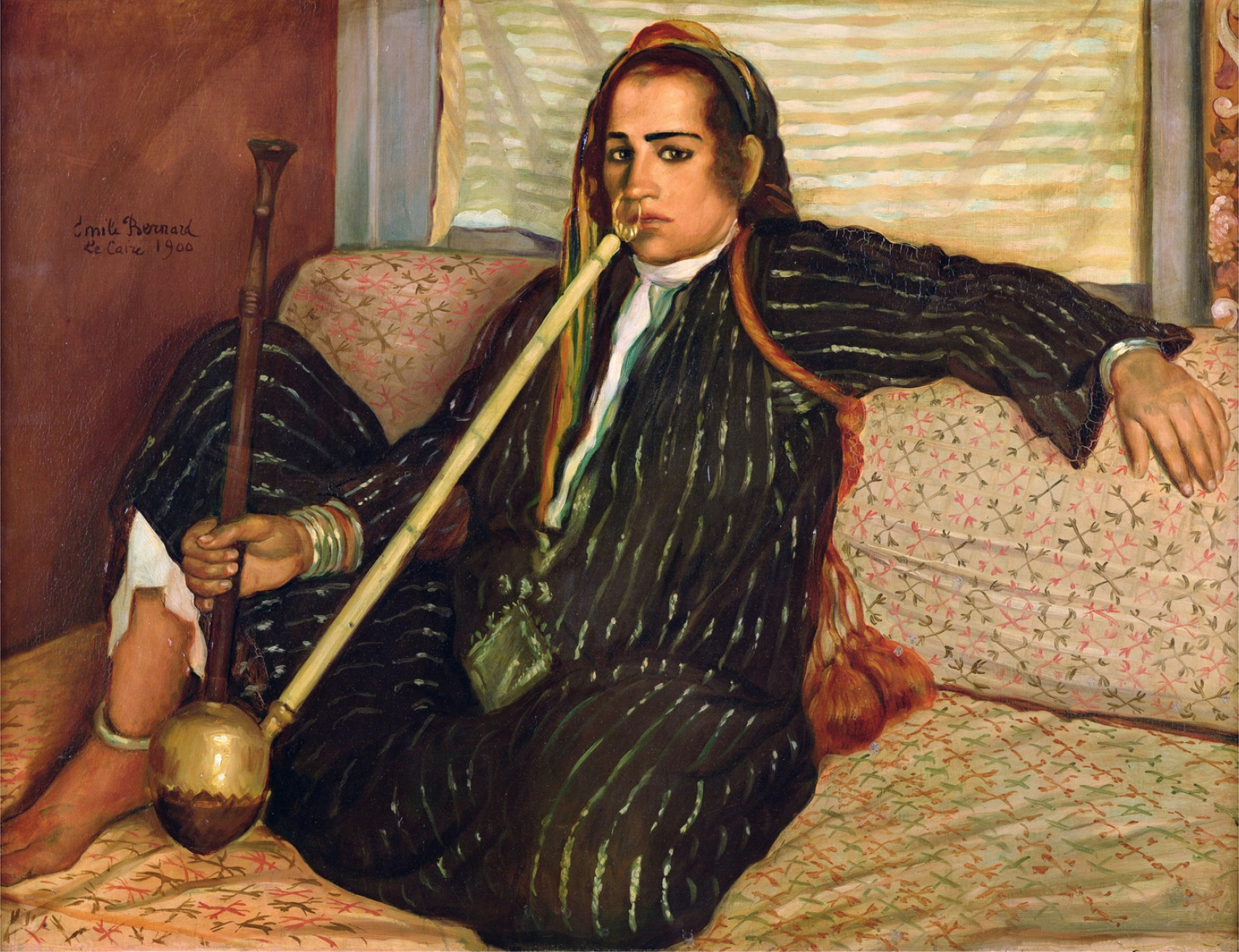
La fumeuse de Haschisch («la fumadora de hachís») de Émile Bernard, 1900.

La cultura cannábica es el conjunto de costumbres, tradiciones o comportamientos sociales asociados al consumo de cannabis, particularmente como un enteógeno, droga recreativa y medicina.
Históricamente, el cannabis se ha utilizado como enteógeno para inducir experiencias espirituales, especialmente en el Subcontinente indio desde el período védico, que se remonta aproximadamente a 1500 a. C., pero quizás ya en el 2000 a. C. Su uso enteogénico también se registró en la antigua China,  los pueblos germánicos, los celtas, el mundo islámico, la antigua Asia central y África. En tiempos modernos, el uso espiritual de la droga se asocia también con el movimiento rastafari originado en Jamaica. Varias subculturas occidentales han tenido el consumo de marihuana como una característica de su idiosincrásica, como los hippies, los beatniks, los hipsters (tanto la subcultura de la década de 1940 como la subcultura contemporánea), los ravers y la cultura hip hop.
Hoy en día, se ha desarrollado alrededor del cannabis «un lenguaje, humor, etiqueta, arte, literatura y música propios». Nick Brownlee opina: «quizá por sus antiguas raíces místicas y espirituales, por los efectos psicoterapéuticos de la droga y porque es ilegal, incluso el acto mismo de fumar un porro tiene un profundo simbolismo». Sin embargo, la cultura del cannabis como «la manifestación de la introspección y la pasividad corporal», que ha generado un estereotipo negativo «más laxo» alrededor de sus consumidores, es un concepto relativamente moderno, ya que el cannabis se ha consumido en diversas formas durante casi 5.000 años.
La contracultura de la década de 1960 ha sido identificada como la era que «resume los años de gloria de la cultura moderna del cannabis», con el Festival de Woodstock como «el pináculo de la revolución hippie en los Estados Unidos y, en opinión de muchas personas, el último ejemplo de cultura del cannabis en el trabajo». La influencia del cannabis ha abarcado desde celebraciones (como el 4/20), el cine (como los géneros de explotación), la música (particularmente el jazz, el reggae, la psicodelia y el rap) y revistas como High Times, Cáñamo o Cannabis Magazine.

## Costumbre social

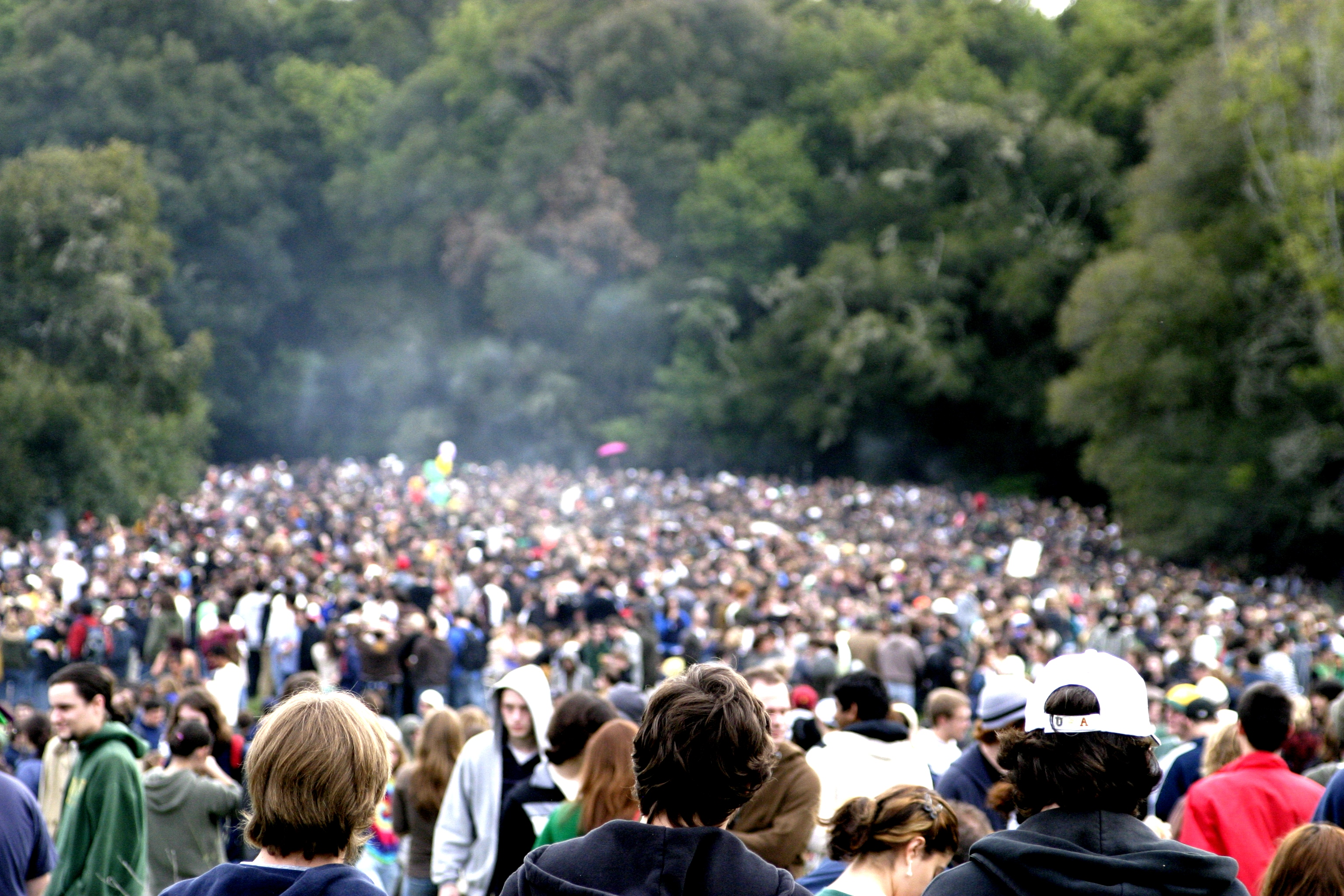
Un evento 420 en Santa Cruz, California.

En Estados Unidos, durante la época de la Ley Seca (llamada The Prohibition), el cannabis se vendía clandestinamente en unos clubes conocidos como tea pads («posavasos para té»), donde generalmente se tocaba jazz. El cannabis a menudo se consideraba de clase baja. A pesar de la prohibición del cannabis, su consumo se utilizó en secreto. Años más tarde, una vez más, el cannabis ha sido tolerado legalmente en algunas regiones. 
El 420 es un evento internacional cada vez más común para reivindicar el uso del cannabis. Es llamado así por el popular momento del día para consumirlo, las 16:20, celebrado el 20 de abril (vigésimo día del cuarto mes). La versión hispana se refiere a San Canuto, celebrado el 19 de enero, que surgió de un grupo de estudiantes de la Universidad de Deusto, Bilbao, en 1979. Se dan diversos eventos culturales y reivindicativos durante este día, que sin embargo son bastante controvertidos.
Un signo de respeto y fraternidad entre consumidores de cannabis se expresa al consumirse en un entorno social, pues es frecuente y universal la costumbre de compartirlo.

## En las artes
Los efectos del cannabis sobre la salud incluyen una mayor sensibilidad de las artes, especialmente la música, así como un mayor pensamiento creativo, su influencia y utilidad se pueden encontrar en una variedad de obras de arte. Se sabe que muchos músicos populares, no limitados a ningún género específico de cultivo de drogas, han tomado el cannabis a propósito como inspiración para sus obras.

## Culturas

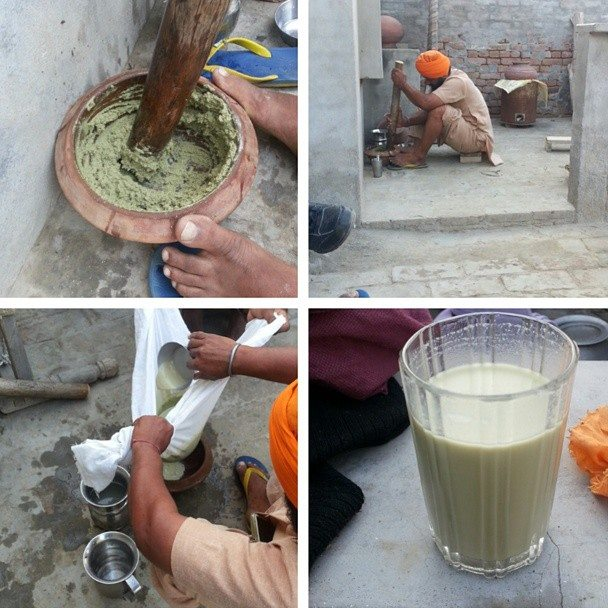
Proceso de fabricación de bhang en una aldea sij de Punyab, India. Durante el festival hindú y sij llamado Holi, es una adición habitual a algunas bebidas embriagantes.

El género Cannabis, la planta de la cual se produce cáñamo y hachís, ha sido una de las drogas psicoactivas más utilizadas en la historia de la humanidad, igual que el tabaco y el alcohol. Según Vera Rubin, el uso del cannabis ha sido abarcado por dos complejos culturales importantes a lo largo del tiempo: una corriente tradicional, folclórica y continua, y una configuración contemporánea más circunscrita. El primero implica el uso tanto sagrado como secular, y generalmente se basa en el cultivo a pequeña escala: el uso de la planta para cordaje, ropa, medicina, comida y un «uso genérico como euforizante y como símbolo de comunión». La segunda corriente de expansión del consumo de cannabis abarca «el uso del cáñamo para los fabricantes comerciales que utilizan el cultivo a gran escala principalmente como fibra para fines comerciales»; pero también está vinculado a la búsqueda de experiencias psicodélicas (que se remontan a la formación del Club des Hashischins parisino).
El cannabis se ha usado en la Antigüedad en lugares como la antigua India, Europa meridional, Egipto y Mesopotamia. A menudo se usaba como medicina o religioso, y su principal vía de consumo era mediante el fumar. Con el tiempo, la cultura se hizo más internacional y se formó una «cultura cannábica» general. La cultura ha sido responsable del género de películas conocidas como películas stoner, que ha sido aceptado como un movimiento de cine convencional.

### India

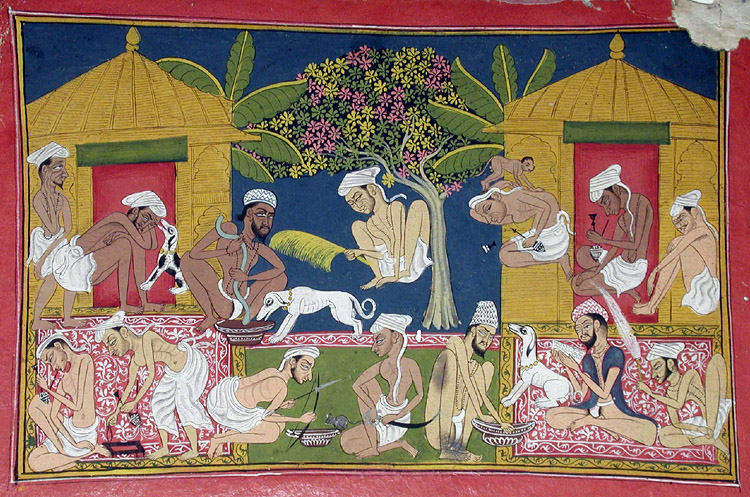
Dibujo donde se muestra a religiosos hindúes tomar bhang (~1790). El bhang es una bebida de cannabis originaria del Subcontinente indio. Ha sido elaborada y usada en alimentos y bebidas desde hace, por lo menos, un milenio en India.

El cannabis es nativo del Subcontinente indio, donde se le conoce como ganja (en sánscrito, गञ्जा, IAST: gañjā) o ganjika en sánscrito y otras lenguas indoarias modernas. Se sabe que el cannabis fue utilizado por los antiguos hindúes del subcontinente indio hace miles de años. Algunos estudiosos sugieren que la antigua bebida ritual soma (सोम), mencionada en los Vedas, era en realidad, bebida de cannabis, aunque esta teoría es controvertida.

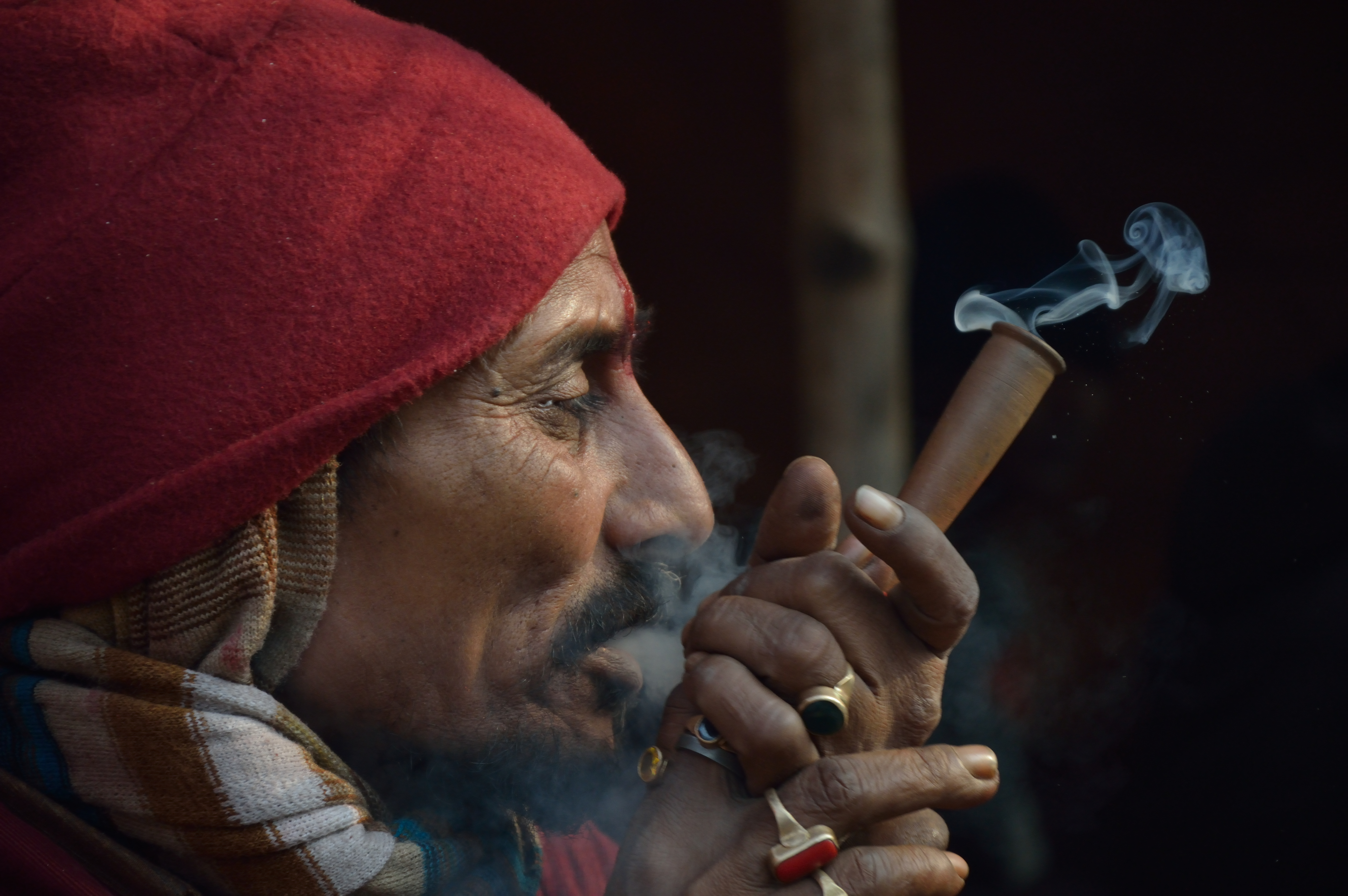
Un hombre fumando cannabis en Kolkata, India.

Hoy en día, el cannabis a menudo se transforma en bhang, que se ha convertido en una parte integral de la tradición y la costumbre en el subcontinente indio. En algunas secciones de la India rural, las personas atribuyen varias propiedades medicinales a la planta de cannabis. Si se toma en la cantidad adecuada, se cree que el bhang cura la fiebre, la disentería, la insolación, elimina la flema, ayuda a la digestión, el apetito, cura los defectos del habla y el sigmatismo, y brinda alerta al cuerpo.

### Jamaica
En el siglo VIII, los comerciantes árabes introdujeron el cannabis en África oriental y meridional, donde se lo conoce como daga y muchos rastas dicen estar reafirmando su cultura africana al fumar cannabis. Entre los rastafaris, a veces se le refiere como «la curación de la nación», una frase adaptada de Apocalipsis 22:2.
Alternativamente, la migración de miles de hindúes y musulmanes de la India británica al Caribe en el siglo XX pudo haber traído esta cultura cannábica a Jamaica. Muchos académicos señalan los orígenes indocaribes de la ganja (como se le llama en Jamaica a la marihuana) resultado de la importación de trabajadores indios tras la abolición de la esclavitud negra. «El uso a gran escala de ganja en Jamaica... data de la importación de indios contratados...» (Campbell 110). Místicos rastas Jata, ascetas conocidos como sadhus o Suf Qalandars y Derwishes, ha fumado cannabis en el sur de Asia desde la Antigüedad, tanto de chilums (un tipo de pipa) como de narguiles (cachimba o shisha) hechas de cáscara de coco. Además, la palabra «cáliz» puede ser una transcripción de jam-e-qalandar (un término utilizado por los ascetas sufíes que significa «cuenco/taza de qalandar»). En el sur de Asia, además de fumar, el cannabis a menudo se consume como una bebida conocida como bhang y la mayoría de los qalandars tienen una mano de mortero de madera grande por esa razón.
Hoy, la religión jamaicana Rastafari promueve el consumo de cannabis para uso religioso.

### Beatnik
El consumo de marihuana se asoció con la subcultura, y durante la década de 1950, Las puertas de la percepción de Aldous Huxley influyó aún más en las opiniones sobre las drogas. Esto luego influiría en el movimiento hippie.

### Hippie

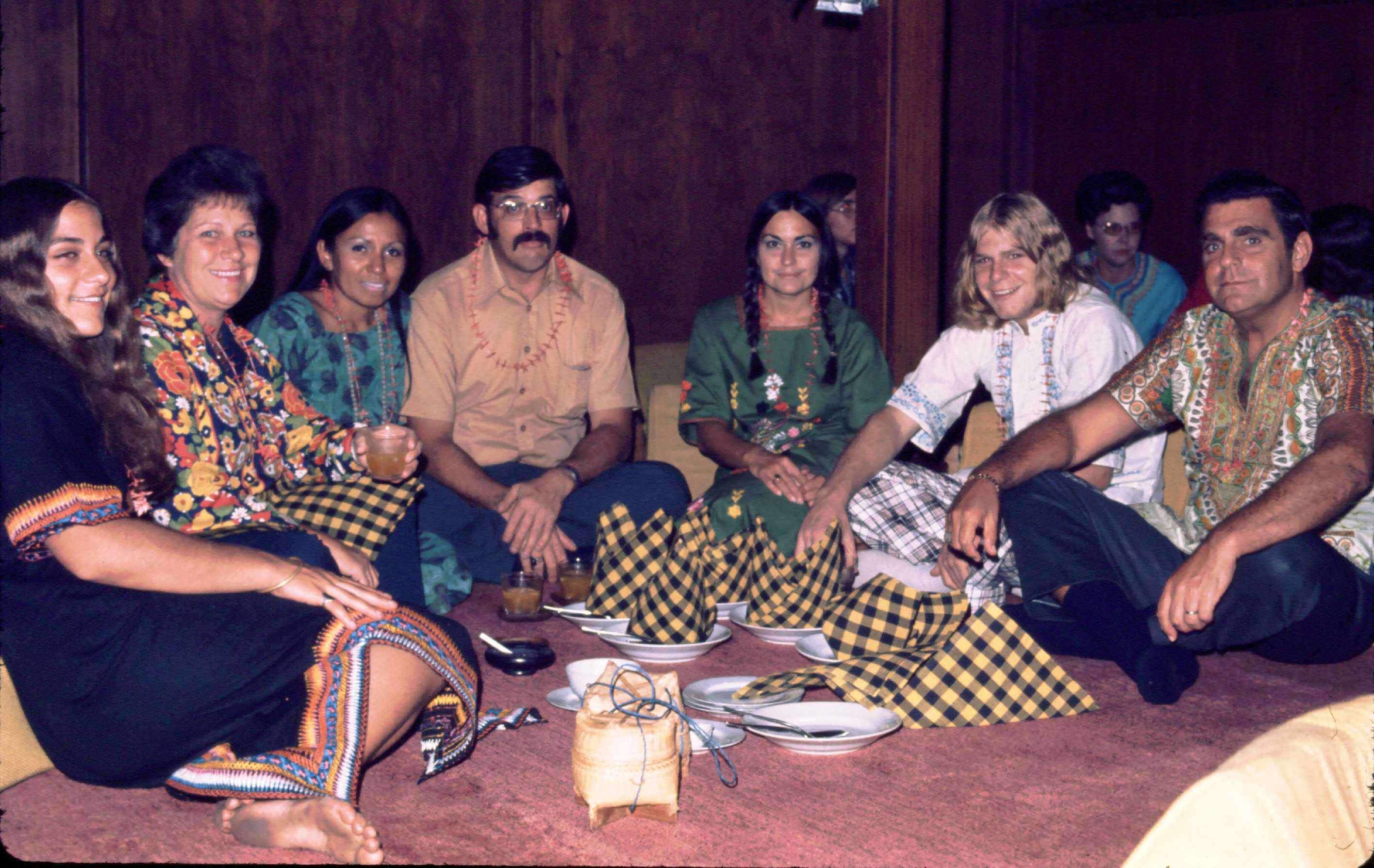
Hippies fumando cannabis en Tailandia.

Siguiendo los pasos de los Beatniks, muchos hippies usaron cannabis, considerándolo placentero y benigno. En la costa este de los Estados Unidos, los profesores de la Universidad de Harvard Timothy Leary, Ralph Metzner y Ram Dass abogaron por las drogas psicotrópicas para psicoterapia, autoexploración, uso religioso y espiritual. Con respecto al LSD, Leary, un prominente pensador hippie, dijo: «Expande tu conciencia y encuentra éxtasis y revelación en tu interior». Estas actitudes influyeron mucho en el movimiento y la cultura hippie, no solo en el tema del LSD sino también con las drogas en general, incluido el cannabis.

### Hipster
El término «Hipster» define dos subculturas, la subcultura de 1940 dedicada al jazz y la subcultura contemporánea de hoy. Ambos son estereotipados como consumidores de cannabis. De hecho, los primeros hipsters de la década de 1940 poseían una jerga dedicada a la droga y su distribución.

### Lectura complementaria
- Rubin, Vera (1975). Cannabis and Culture. De Gruyter. ISBN 978-9027976697.
- Brownlee, Nick (2002). This is Cannabis. Sanctuary Publishing. ISBN 978-1860743993.